# South Fork Estates
South Fork Estates – jednostka osadnicza w Stanach Zjednoczonych, w stanie Teksas, w hrabstwie Jim Hogg.